# SHUMEI
Олег Романович Шумей (нар. 9 лютого 2002, Долина, Івано-Франківська область), відомий як SHUMEI — український співак та музикант.

## Життєпис
Народився 9 лютого 2002 року в місті Долина на Івано-Франківщині в родині музикантів. Виступав на сцені ще з дошкільного віку та вигравав міжнародні музичні конкурси. Після закінчення загальноосвітньої школи в рідному місті вступив до десятого класу Львівської середньої спеціалізованої музичної школи-інтернату імені Соломії Крушельницької. Під час навчання освоїв гру на поперечній флейті та пан-флейті. Батько також флейтист. Навчається у Львівській національній музичній академії імені Миколи Лисенка на флейтиста. Також грає на фортепіано, гітарі та різних духових інструментах.

## Кар'єра
Олег Шумей перемагав у низці конкурсів, проте широко відомим став у перші дні російського вторгнення в Україну, опублікувавши дебютну відеороботу на власну пісню «Тривога» та незабаром переспівавши пісню «Біля тополі» польського гурту «Enej», яка була написана понад 7 років тому і присвячена українським військовим, які загинули на війні після російського вторгнення 2014 року. «Біля тополі» увійшла до трендів YouTube та чарту топ-100 Apple Music в Україні. Також кавер є у списку топ-5 пісень про війну з Росією, які має послухати кожен українець, за версією УНІАН. Композиція набрала понад 12 млн переглядів та увійшла до переліку 200 найпопулярніших відеокліпів українською мовою в історії. Ще одна відома відеоробота Шумея, що має мільйонні перегляди, створена на пісню «Пробач».
21 жовтня 2022 року на Youtube з'явилася спільна робота Shumei та Артема Пивоварова — «Ой На Горі», яка за перший день отримала понад 1 млн переглядів, а за півроку — понад 8,3 млн переглядів.
14 листопада 2022 року на своєму каналі в YouTube співак презентував пісню «Мальви». Це — кавер на відому українську композицію «Балада про мальви». Музику до неї написав український композитор і виконавець Володимир Івасюк, а вірші — український поет Богдан Гура. 1975 року композицію вперше виконала українська співачка Софія Ротару, а пізніше, 2014 року, Ані Лорак. Пісня у виконанні Shumei за перші дні отримала приблизно 250 тис. переглядів.
Восени 2022 року вийшов випуск програми «ЖВЛ» («Життя відомих людей», ведучий Микита Добринін) на телеканалі «ТЕТ», що присвячена Олегу Шумею. У період новорічних свят співака запросили на інтерв'ю у пул «Єдиних новин» у сегменті «Суспільного», програму вів Анатолій Єрема — там Shumei оголосив, що планує завершити роботу над каверами та готує нову оригінальну програму на основі раніше написаних і нових пісень. Згодом співак також був запрошеним гостем на радіо «Вголос ФМ» та на суперфіналі співочого талант-шоу «Голос країни».

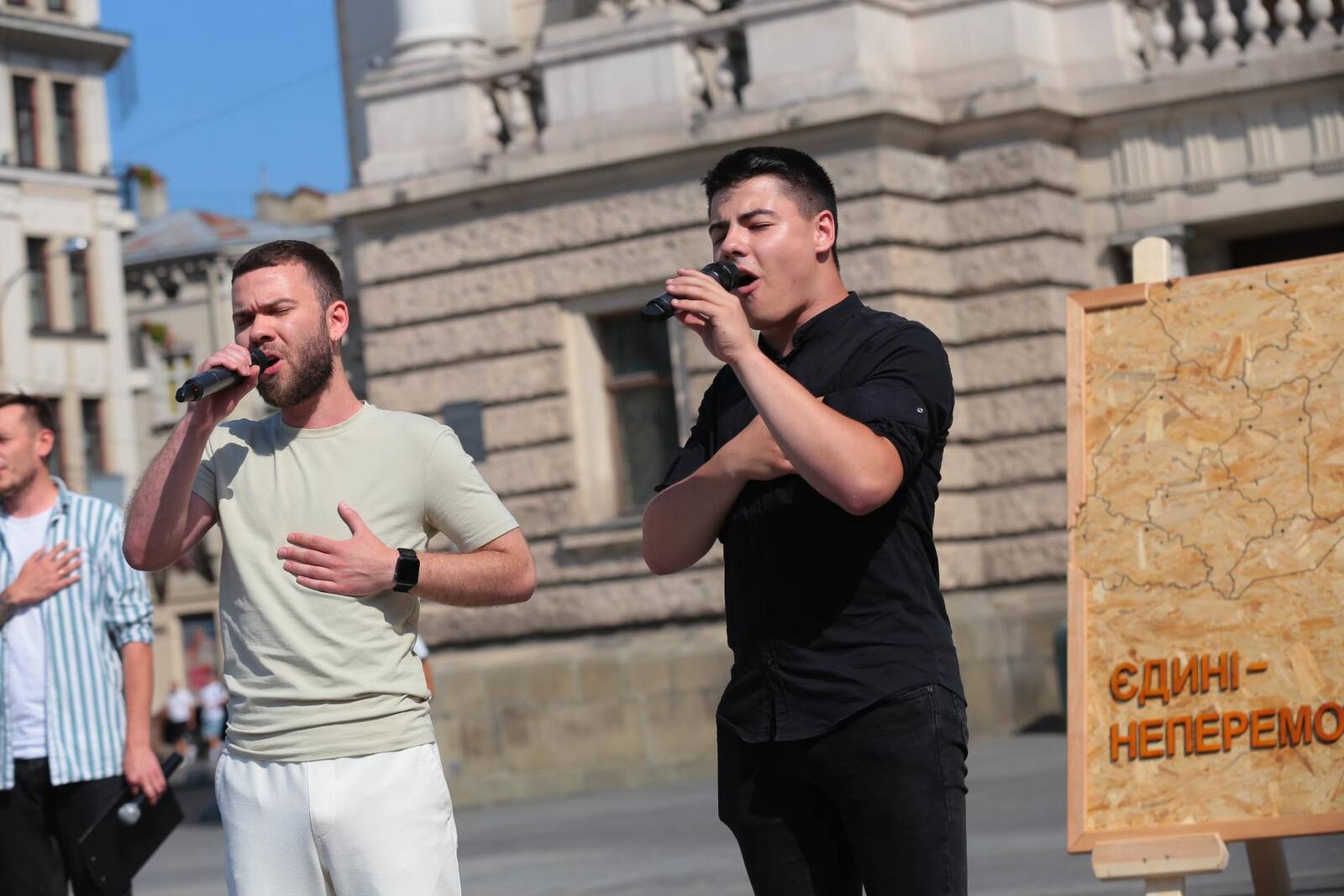
Laud та Shumei

Також 2022 року Shumei разом зі співаками Laud та Остапом Дрівком взяв участь у благодійному турі, метою якого був збір коштів на користь ЗСУ. Тур охопив захід України та деякі інші країни, зокрема Польщу.
Серед останніх найрейтинговіших творів виконавця пісня «Буревіями», у дуеті із Златою Огнєвіч, що за 6 місяців набрала 20 млн переглядів лише на Ютубі, (автори Олег Шумей, Джеральд Естрада, Злата Огневич, Ребека Мікхаелі). Серед останніх творів виконавця український переклад пісні Тіни Кароль «Вище хмар» та «Волосся», кількість переглядів яких за місяць сягнули 2,8 та 1,7 млн відповідно на платформі Ютуб.

## Дискографія

### Студійні альбоми
- 2023 — Комета

### Сингли
- «Вона була така» (2022)
- «Тривога» (2022)
- «Біля тополі» (кавер гурт «Enej») (2022)
- «Чорнобривці» (з Laud) (2022)
- «Пробач» (2022)
- «Online» (2022)
- «Мальви» (2022)
- «Капають» (2023)
- «Буревіями» (зі Златою Огнєвіч) (2023)
- «Вище хмар» (2023)
- «Волосся» (2023)
- «Комета» (2023)
- «Як зоря» (2023)
- «Стерва» (з Тіною Кароль) (2024)
- «Дзвони» (з Тіною Кароль) (2024)

## Нагороди
- премія «YUNA» в номінації «Пісня незламної України» — за переспів пісні «Біля тополі»[23];
- володар гран прі VIII Міжнародного фестивалю українського естрадного мистецтва «Захід — ХХІ століття» (2008, Івано-Франківськ);
- лавреат стипендіат Всеукраїнського конкурсу «Нові імена України» (2011);
- лавреат 1-ї премії I Всеукраїнського (IX регіонального) конкурсу виконавців на духових та ударних інструментах «Концертино-2015»[24];
- володар гран-прі в обласному конкурсі «Співоча родина» (2015, разом з батьком, м. Івано-Франківськ)[25].

## Цікаві факти
- У 2023 році Тіна Кароль подарувала Shumei пісню «Выше облаков», який презентував її українською мовою на концерті артистки у Києві[26].